# Ecuadors historie
Ecuadors historie vedrører den historiske udvikling i den nordvestligste del af Sydamerika.
Republikken ved ækvator var et af tre lande, som opstod, da Gran Colombia faldt sammen i 1830 (de andre var Colombia og Venezuela). Mellem 1904 og 1942 mistede Ecuador områder i flere konflikter med nabolandene. En grænsekrig mod Peru flammede op i1995, men løstes 1999.
Under Ecuadors historie har der været en kontinuitet inden for det traditionelle kulturelle og økonomiske mønster lige som inden for det sociale og politiske samarbejde mellem landets heterogene sociale grupperinger. Moderne indslag overlapper de traditionelle, hvilket gør nutidens Ecuador til et levende museum over sin varierende og rige kulturarv. Det førcolumbiske Ecuador vises i de bestående oprindelige sprog, skikke og økonomiske aktiviteter bland et stort, om end aftagende, antal samfund i Sierra (Andernas højland) og Oriente (den østlige region). Også arven efter tre århundreder med spansk kolonistyre er tydelig og indbefatter sociale skel, som for en stor del beror på race, jordejendom og landets europæisk dominerende kulturudtryk.
Analytikere af Ecuadors politiske historie efter uafhængigheden har angivet flere bestående indslag. Regionalismen er særligt fremtrædende, især udtrykt i kampen mellem Sierra, hvor Quito ligger, og Costa, hvor Guayaquil ligger. Regionalismen har vist sig i partikampen mellem de Quito-baserede konservative og de Guayaquil-baserede liberale. Personligheder, fra politisk fremstående militære caudillos under republikkens første år, til de civile diktatorer og populister under senere perioder, har været et andet bestående indslag siden uafhængigheden.
Det måske mest konsekvente indslag i republikkens historie er den politiske instabilitet. Under et og et halvt århundrede skete 86 regeringsskift, hvilket gav en gennemsnitlig regeringstid på 1,75 år. 1979 års forfatning var Ecuadors syttende nationale grundlov. Ecuadors politiske instabilitet er et resultat af den oven for omtalte kamp kombineret med den vigtige politiske rolle hos landets bevæbnede styrker. De længste perioder med et civilt, konstitutionelt styre var mellem 1912 og 1925 samt mellem 1948 og 1961. Som et resultat har regeringens indgreb haft små muligheder for at udvikles til et etableret, civilt og demokratisk styre.
Ecuadors økonomiske historie har haft lange perioder af op- og nedgange baserede på visse specifikke eksportprodukter. Den længste højkonjunktur strakte sig fra slutningen af 1800-tallet til begyndelsen af 1920-erne og var et resultat af landets monopollignende stilling inden for produktion og eksport af kakao. To midlertidige højkonjunkturer inden for bananproduktion afsluttede 1950- og 1960-erne mens olie, den mest udmærkende og korteste af alle højkonjunkturer strakte sig fra 1972 til 1979. Den pludselige afslutning på oliekonjunkturen faldt sammen med en krise i udenlandsgælden forårsaget af store udenlandske lån tagne af to efter hinanden følgende militærregeringer (1972-1979) samt af Jaime Roldós Aguileras regering (1979-1981).
Til trods for, at petroleumsgevindsterne gav store sociale forandringer ved at skabe en stor middelklasse, var de forventede politiske forandringer små. Populisten Roldós og den konservative León Febres Cordero Ribadeneyra (1984-1988) repræsenterede de traditionelle indslag, mens andre fremstående personligheder, som Osvaldo Hurtado Larrea (1981-1984), tilsluttede sig mere moderne centrum-venstre-ideologier. Alligevel styrkedes landets traditionelt svage finanser af medgangen fra olien og bevirkende en overføring af den regionale magtbalance til landets hovedstad.
Intensiteten i den politiske kamp, som ofte udkæmpes mellem præsidenten og kongressen, ser ikke ud til at have villet aftage efter 1979. Det måske mest centrale ubesvarede spørgsmål i 1980-erne var, om de bevæbnede styrker ville fortsætte deres historisk aktive politiske rolle eller, om de ville arbejde uden direkte indblanding i den politiske proces.
Venstrekandidaten Rafael Correa vandt præsidentvalget i Ecuador 2006.

## Indtil den spanske erobring
Ecuador har få arkæologiske beviser fra civilisationerne forud for den spanske erobring, de ældste genstande - levn fra Valdivia-kulturen, som er blevet fundet langs kysten nord for nutidens Santa Elena i provinsen Guayas - er daterede til 3500 f.Kr. Andre store arkæologiske fundsteder langs kysten findes i provinserne Manabí og Esmeraldas. Store fundsteder i Sierra findes i provinserne Carchi og Imbabura i nord, Tungurahua og Chimborazo i midten af Andernas højland, samt Cañar, Azuay og Loja i syd. Næsten alle disse fundsteder dateres til de seneste 2.000 år. Store dele af Ecuador, blandt andet næsten hele Oriente, er dog fortsat ukendte områder for arkæologer.
Kundskaben om Ecuador inden den spanske erobring begrænses tillige af den bristende historiske dokumentation om inkaerne og kulturerne inden inkaen lige som de spanske skildringers bristende interesse for Ecuador. Inden inkaen erobrede området, som i dag udgør Ecuador, var regionen befolket af flere frit stående stammer som talte flere ubegribelige sprog og som ofte kæmpede mod hinanden. Fire kulturelt beslægtede indianske grupper ved navn Esmeralda, Manta, Huancavilca og Puná havde deres bosættelser i lavlandet ved kysten i den angivne rækkefølge fra nord til syd. De var jægere, fiskere, bønder og handelsmænd. Handel var særlig vigtig blandt de forskellige grupper ved kysten, og det virker som om, at de havde en udviklet søfart, men lavlandskulturerne handlede tillige med befolkningen i Sierra, hvor de byttede fisk mod salt.
Sierra var befolket af flere folk, fra nord til syd, fra Pasto-, Cara-, Panzaleo-, Puruhá-, Cañari- og Palta-kulturerne. Disse levede for største delen på bjergssiderne og i spredte byer i de frugtbare dale mellem Cordillera Occidental (den vestlige bjergkæde) og Cordillera Oriental (den østlige bjergkæde) i Anderne. Indbyggerne i Sierra var et bofast, jorddyrkende folk, som dyrkede majs, bønner og flere varianter af kartofler og squash. Anvendelse af kunstvanding var udbredt, frem for alt blandt Cañari. Flere forskellige slags frugter, blandt andre ananas og avokado, dyrkedes i de lavere og varmere dale. Historikere tror, at den politiske organisation var koncentreret omkring lokale høvdinge, som samarbejdede indbyrdes i forbund eller var underordnede under konger. Sådanne høvdinge havde stor magt. De kunne blandt andet danne hære og administrere fælles jordarealer.
Inkaens ekspansion nord på fra nutidens Peru under den senere del af 1400-tallet mødte heftig modstand fra flere ecuadorianske stammer, frem for alt fra Cañari i regionen omkring nutidens Cuenca, Cara i Sierra nord om Quito samt fra Quitu, som boede på det sted, hvor nutidens hovedstad ligger, og som var det folk, som byen fik navn efter. Erobringen af Ecuador begyndte 1463 under ledelse af den niende inka, den store kriger Pachacuti Inca Yupanqui. Samme år overtog hans søn Topa befalingen over hæren og påbegyndte marchen nord på gennem Sierra. Efter at have besejret Quito, bevægede han sig syd på langs kysten og startede en omfattende sørejse, som tog ham, beroende på skildring, enten til Galapagos-øerne eller til Marquesas-øerne i Polynesien. Da han vendte tilbage, gjorde han et mislykket forsøg på at underkue befolkningen omkring Guayaquilbugten og øen Puná. Omkring år 1500 besejrede Topas søn, Huayna Capac, modstanden fra desse grupper samt fra Cara og kunne der efter indlemme nutidens Ecuador i Tawantinsuyu, som inkariget kaldtes.
Indflydelsen fra disse Cuzco-baserede erobrere pågik under et halvt århundrede eller kortere tid på visse steder i Ecuador. Under den periode forblev en del livsvilkår uforandrede, som eksempelvis traditionel religiøs tro, som var bestående under hele perioden med inkaens styre. Inden for andre områder som jordbrug, jordejendom og samfundsorganisation fik dog inkaen en gennemgribende effekt trods den korte periode. Jordbruget blev den vigtigste levevej, men inkaen indførte mange nye afgrøder som palmeliljor, søde kartofler, kokabuske og jordnødder. Anvendelsen af lama og kunstvanding voksede kraftigt. Efter at tidligere for en stor del at have været i privat eje blev jorden, i det mindste i teorien, inkaherskerens ejendom, men i praksis var den største del kollektivt ejet af ayllu, en samfundsgruppe af bønder, som lededes af curaca. Inden for ayllu var hver husholdning tildelt et lille stykke dyrkningsbar jord, som de dyrkede til sin egen konsumtion. Også staten og præsteskabet ejede store jorder, som ved herskerens forsorg dyrkedes som en samfundsservice.
Herskeren Huayana Capac blev meget glad for Quito og gjorde byen til Tawantinsuyus anden hovedstad, og han tilbragte sine sidste år der inden sin død i 1527. Han foretrak at styre ved lokale curacas så længe, de accepterede inkaens guddommelige magt og var villige til at betale skat. Hvis han mødte opposition, forflyttede han store dele af den lokale befolkning til andre områder i riget og erstattede dem med kolonister fra så fjerne steder som Chile. Denne omflytning af befolkning hjalp til at sprede Cuzcos sprog, quechua, til Ecuador. En permanent hær, et stort bureaukrati og et verdsligt vigtigt præsteskab forstærkede yderligere herskerens styre.
Huayna Capacs pludselige død af en usædvanlig sygdom, beskrevet af en spansk skildrer som "formodentlig kopper eller mæslinger", satte gang i en bitter strid mellem Huayna Capacs sønner Huáscar og Atahualpa, som sagdes at være Huayna Capacs favoritsøn. Kampen rasede i fem år inden Francisco Pizarro ankom med sin erobringsekspedition i 1532. Det vigtigste slag i denne borgerkrig udkæmpedes på ecuadoriansk jord nær Riobamba, hvor Huscars nordlige tropper mødte og blev besejret af Atahualpas sydlige tropper. Atahualpas endelige sejr over Huascar kom kun få dage inden de spanske erobreres ankomst. Sejren er fortsat en kilde til national stolthed blandt ecuadorianerne som en enestående hændelse, hvor Ecuador med kraft besejrede et naboland.

## Opdagelse og erobring
De spanske styrkers opdagelse og erobring af Ecuador i begyndelsen af 1500-tallet var forbundet med erobringen af Peru og Øvre Peru, den spanske krones største erobring i den nye verden. Den centrale person i begivenhederne var Pizarro, en eventyrer fra Trujillo i den spanske region Extremadura, som i 1513 havde deltaget i Vasco Núñez de Balboas rejse gennem Panama for at opdage Stillehavet. Elleve år senere ydede Panamas guvernør Pedrarias Dávila finansiering til Pizarro, i selskab med Diego de Almagro og præsten Fernando de Luque, til bekostning af en ekspedition syd på langs Sydamerikas vestkyst. Deres første to rejser, i 1524 og 1526, endte resultatløse, og det varede til den tredje rejse, som påbegyndtes i 1531, inden, at Peru og inkaen kunne erobres.
Den første europæer, som gik i land i det område, som i dag udgør Ecuador, var formodentlig Bartolomé Ruiz de Estrada, Pizarros lods under hans anden rejse, som fortsatte syd på, mens Pizarro udforskede den colombianske kyst, og Almagro vendte tilbage til Panama for at hente forsyninger. Pizarro selv gik i land på den ecuadorianske kyst senere under sin opdagelsesrejse og rejste så langt som til Tumbes i det nordligste Peru til trods for officielle ordrer om at vende tilbage till Panama.
Efter, at den spanske konges repræsentanter havde mistet tilliden til ham, blev Pizarro tvunget til at vende tilbage til Spanien med en personlig henvendelse til Karl 5. om tilladelse til at måtte gennemføre den tredje rejse. Pizarro fik tilladelsen og tillige titel som guvernør og generalkaptajn af Peru, en storsindet løn samt omfattende fordele. Almagro fik også vigtige, men mindre generøse titler og privilegier, og hans bitterhed over dette påvirkede den resterende erobring. Omkring det tidspunkt, hvor Karl 5. uddelte forskellige titler til Pizarro og Almagro, udså han Fernando de Luque til biskop af Tumbes. Inden, at Pizarro vendte tilbage til Panama i 1530, rekrutterede han nære familiemedlemmer, som skulle deltage i erobringen, blandt andre sine to brødre Gonzalo og Juan samt to halvbrødre. At så mange af Pizarros slægtninge skulle deltage, anstrengte forholdet til Almagro yderligere.
Pizarro forlod Panama med omkring 180 mand, mens Almagro blev tilbage for at hverve yderligere rekrutter. Efter tretten dage til søs gik Pizarro atter i land ved Ecuadors kyst, hvor han fremskaffede guld, sølv og smaragder, som han sendte til Panama til brug for Almagros rekrutteringsarbejde. Indtagelsen af inkaens fæstning i Tumbes var Pizarros første mål, men han blev inden dette lykkedes tvunget til at tilbringe flere måneder i Ecuador, først for at få medicinsk behandling og der efter med at bekæmpe den hårde modstand fra krigere på øen Puña. Da de påbegyndte den afgørende rejse til Cajamarca den 24. september 1532, efterlod Pizarro en løjtnant, Sebastián de Benalcázar, for at beskytte San Miguel og udvikle den til en base for de spanske operationer. To år senere skulle Benalcázar lede erobringstropperne nord på ind i Ecuador.
Efter at have elimineret al ledelse inden for inkariget flyttede Pizarro og en anden erobrer, Hernando de Soto, deres virksomhed syd på til Cuzco i hjertet af Tawantinsuyo, som de indtog i november 1533. Der fra ledede de siden deres styrker i en orgie af udplyndring, ødelæggelse og tortur i deres jagt på yderligere værdifulde metaller. På den tid havde Benalcázar, Pizarros løjtnant og extremadurianske kollega, forladt San Miguel med 140 soldater og nogle heste for at opfylde sin opgave at erobre Ecuador. Ved foden af bjerget Chimborazo, nær nutidens Riobamba, mødte og besejrede han den store inkakriger Rumiñahuis styrker med hjælp af mænd fra Cañaristammen, som - glade for at slippe af med åget fra inkaens styre - var guider og allierede for de spanske erobrere. Rumiñahui trak sig tilbage til Quito, og i jagten på inkaarméen stødte Benalcázar på en anden stor erobringsekspedition ledet af Guatemalas guvernør Pedro de Alvarado. Træt af at administrere Centralamerika var Alvarado, uden den spanske krones samtykke, sejlet syd på og var gået i land ved den ecuadorianske kyst og der efter marscheret ind i landet til Sierra. Pizarro havde hørt om denne konkurrerende ekspedition og sendte derfor Almagro nord på for at yde forstærkning til Benalcázar. Sammen lykkedes det Pizarros to repræsentanter med hjælp af en stor mængde guld at overtale Alvarado til at afbryde sin ekspedition og tillade den pågående, kongeligt sanktionerede erobring at fortsætte som planlagt. De fleste af Alavarados mænd gik med i Benalcázars styrker forud for belejringen af Quito.
Rumiñahui forlod et Quito i flammer for de ankommende erobrere. Det var i midten af 1534 og officielt, efter voldsomme kampe, som spaniolerne i december samme år grundlagde Quito på ruinerne af inkarigets anden hovedstad. Benalcázar begav sig snart videre for yderligere erobringer i Colombia i nord, og det varede til december 1540 inden, at Quito fik sin første generalkaptajn, Gonzalo Pizarro.
Benalcázar havde tillige grundlagt Guayaquil i 1533, men byen var senere blevet generobret af det lokale Huancavilca-folk. Francisco de Orellana, en af Francisco Pizarros løjtnanter, slog nedkæmpede den indenlandske modstand i 1537 og generobrede byen, som senere blev en af Spaniens vigtigste havne i Sydamerika.
Orellana blev dog mest kendt som den første europæer, som rejste langs hele Amazonflodens strækning. Denne rejse, en af de mest kendte spanske beretninger i forbindelse med den spanske kolonisering af Amerika, startede i februar 1541, da fristelserne for at skaffe sig forskellige krydderier, frem for alt kanel, gjorde, at Pizarros broder Gonzalo forlod Quito og sammen med et par hundrede spaniolere og omkring 4.000 indianere begav sig øst på i junglen. Orellana var underordnet chef for ekspeditionen, som kostede livet for næsten halvdelen af de deltagende.
I august 1542 vendte Gonzalo Pizarro tilbage til Quito sammen med et fåtal af overlevende fra ekspeditionen. Peru befandt sig i et politisk kaos, og i et forsøg på at kontrollere de ustyrlige conquistadorer og at ophæve slaveriet blandt den indenlandske befolkning indførte den spanske krone nye love i 1542, som i teorien, men ikke i virkeligheden, forbød encomiendas. To år senere sendte den spanske krone sin første viceroy for at lede det nye koloniale system.
Gonzalo, som ikke var interesseret i at blive kontrolleret, besejrede og myrdede den første viceroyen på en slagmark nær Quito. Efter en kort periode ved magten blev han selv besejret af et kongeligt sendebuds styrker, og i 1548 blev han stillet for retten, dømt og hængt på grund af forræderi. Dette blev afslutningen på conquistadorernes tumultartede periode og begyndelsen på et spansk kolonialt styre.

## Den spanske koloniperiode
De spanske kolonier i den nye verden var ifølge lov kongens personlige arvegods, og han havde absolut kontrol over alle problemstillinger i Ecuador. Den koloniale administration på alle niveauer udførtes i kongens navn. Kongens styrende myndighed i Madrid var Consejo de Indias (Indienrådet), som lagde største delen af sit arbejde på at stifte love for at regulere alle områder i det koloniale samfund. Handelshuset i Sevilla bestemte over handelen mellem Spanien og kolonierne. I Amerika var kongens vigtigste ombud vicekongen, audencia (domstolen) og det provinsielle råd (cabildo).
Mellem 1544 og 1563 var Ecuador en integreret del af vicekongedømmet Peru uden noget som helst selvstyre og forblev således frem til 1720, da det overgik til vicekongedømmet Ny Granada. Ecuador fik dog sin egen audiencia i 1563, hvilket gjorde, at kolonien kunne behandle visse spørgsmål direkte med Madrid. Audiencia i Quito, som var både domstol og rådgivende forsamling til vicekongen, bestod af en formand og flere dommere (oidores). Territoriet, som lød under Quitos jurisdiktion, var geografisk betydeligt større end nutidens Ecuador og strakte sig syd på til havnebyen Paita i det nordlige Peru, nord på til havnebyerne Buenaventura og Cali i det sydlige Colombia samt øst på langt ind i Amazonas flodområde. Quito var tillige stedet for det første (grundlagt i 1547) og vigtigste provinsielle råd inden for det område, som omfatter nutidens Ecuador. Det bestod af flere rådgivere (regidores), hvis brede ansvarsområde blandt andet omfattede opretholdelsen af den almindelige orden samt fordeling af jord inden for det lokale samfund.
Quitos administrative grænser var uklart fastsatte, og en stor del af dets territorium forblev enten uudforsket eller ukendt under en stor del af kolonitiden. Kun i Sierra, efter en række slag som rasede i midten af 1500-tallet, var urbefolkningen helt undertrykt af spaniolerne. junglen i lavlandet i både Oriente og Esmeraldas kystregion var på den anden side tilholdspladser for omkring en fjerdedel af urbefolkningen, som gjorde modstand og forblev ubesejrede under næsten hele 1500- og 1600-tallet. Trods Orellanas opdagelsesrejse forblev Oriente ukendt for spaniolerne frem til missionærer fra Jesuiterordenen byggede bosættelser i midten af 1600-tallet, men det fortsatte med at for store deles vedkommende være utilgængeligt under resten af kolonitiden.
Lavlandet ved kysten nord for Manta erobredes ikke af spaniolerne men af sorte fra Guineas kyst, som i egenskab af slaver havde lidt skibbrud under en rejse mellem Panama og Peru i 1570. De sorte dræbte eller forslavede den mandlige urbefolkning og giftede sig med kvinderne, og i løbet af en generation udgjorde de en befolkning af zambos (blandede sorte og indianere), som gjorde modstand mod spaniolerne frem til slutningen af århundredet. Efter det formåede de at i stor udstrækning bibeholde deres politiske og kulturelle uafhængighed.

### Feudalismen
Den forholdsvis store autonomi i kystregionen nærmest Quito forstærkede den andinske befolknings isolation fra omverden i det ecuadorianske Sierra i de næsten tre århundreder med kolonialstyre. Bag om disse barrierer opbyggedes et socialt system, som for store deles vedkommende var en kopi af det spanske feudalsystem ved tiden for erobringen med de spansk fødte, som styrede, indsatte elitister og indianer som bearbejdede jorden. Selv om et mindre antal byer, frem for alt Quito, Riobamba og Cuenca, voksede med det administrative og romersk-katolske bureaukrati samt de lokale tekstilindustrier, var det koloniale Ecuador i grunden et landligt samfund.
Den almindeligste form for spansk jordbesiddelse var gennem encomiendas. Bosætterne tildeledes jord med indbyggere og ressourcer i bytte mod, at de forsvarede territoriet, foretog religiøs uddannelse af urbefolkningen samt forestod indsamling af kronens årlige afgifter (halvdelen i guld og halvdelen i lokale produkter) fra encomiendornes indianske befolkning. I begyndelsen af 1600-tallet fandtes der omkring 500 encomiendor i Ecuador, men til trods for, at mange var relativt store, var de i almindelighed langt mindre end ejendomme andre steder i Sydamerika. En mængde reformer og reguleringer forhindrede ikke at encomiendorne egentlig blev et slaverisystem for indianerne, som udgjorde omkring halvdelen af Ecuadors befolkning. I 1589 indså audencias leder, at mange spaniolere accepterede tildelinger, som de efterfølgende solgte videre for selv at tage arbejde i byerne. Han stoppede derfor med at tildele ny jord til spaniolerne, men encomiendasystemet levede videre næsten til afslutningen af kolonitiden.
Jord, som var mindre eftertragtet, blev aldrig uddelt men overlodes i stedet til traditionelle indianersamfund eller forblev offentlig jord. I slutningen af 1500-tallet forflyttedes skønsvis en fjerdedel af den totale urbefolkning, som boede på den offentlige jord, til indianske byer kaldt reducciones for at bidrage til de indianske afgifter, konvertere til kristendom samt for at udnytte dem som arbejdskraft.
Uden for encomiendorne udnyttedes almindeligvis den indianske arbejdskraft gennem mita, en form for obligatorisk samfundstjeneste, som havde sin oprindelse i inkakulturen. Alle arbejdsduelige indianere afkrævedes at arbejde 1 år i offentlig eller privat spansk tjeneste som eksempelvis at bygge kirker, veje, offentlige bygninger eller i tekstilindustrien. De fik løn, men denne var så lille, at den ikke kunne dække den gæld, de pådrog sig ved at handle med sine arbejdsgivere, hvilket indebar, at de fortsatte med mita-arbejdet efter, at den ordinære mita-periode var udløbet. På denne måde forvandledes mita til et system for at arbejde for afbetaling af gæld. Gælden overtoges almindeligvis af efterfølgende generationer således, at i disse tilfælde blev mita i praksis en form for gældsslaveri. Sorte slaver var forholdsvis dyre og forekom næsten udelukkende på plantagerne i lavlandet langs den varme og fugtige kyst under forhold, som Sierra-indianerne ikke kunne klare at arbejde ved. Mod slutningen af kolonialtiden fandtes der omkring 60.000 slaver i landet.
Ifølge skøn skal den indfødte befolkning have vokset til mellem 750.000 og 1.000.000 på tiden for erobringen. Sygdomme, som spaniolerne bragte med sig, frem for alt kopper og mæslinger, udslettede den indfødte kystbefolkning i løbet af 1500-tallet og mindskede tillige folkemængden i Sierra, men mindskningen var ikke lige så stor som ved kysten eller i mange andre områder i Latinamerika. Trods flere dødelige jordskælv og vulkanudbrud voksede den indfødte befolkning fortsat i 1600- og 1700-tallet bortset fra under 1690-erne, da kopper og difteri opgives at have dræbt en tredjedel af Ecuadors befolkning.

### Merkantilismen
Ecuadors indianere kunne antagelig takke regionens brist på minerale råstoffer for sin relativt gode velstand. De hårde arbejdsvilkår i sølv- og kviksølvminerne i Peru kostede livet for millioner af indianske mita-arbejdere. Ecuador havde kun små forekomster af guld og sølv i landets sydlige provinser Cuenca og Loja, men de var udtømte allerede i slutningen af 1500-tallet. Økonomien baseredes i stedet på jordbrug og tekstiler. Bomuld, som voksede på de østlige bjergsider af Anderna, og uld fra importerede får, som levede i de højt beliggende andinske dalgange, gav råmateriale til tekstiler af høj kvalitet, som fremstilledes i hundredvis af klædefabrikker, obrajes, og eksporteredes til hele Latinamerika. Indianske mita-arbejdere, som almindeligvis arbejdede fra morgengry til aftenskumring, stod for arbejdskraften. De førindustrielle arbejdsvilkår i klædefabrikkerne var skræmmende, men historikere mener, at de var lettere at udholde end de, som forekom i de peruanske miner på den tid.
Kystøkonomien kredsede omkring søfart og handel. Guayaquil, som trods flere brande og epidemier af enten gul feber eller malaria, var centrum for en livlig handel mellem kolonierne, en handel som teknisk set var illegal ifølge de samtidige spanske regenters merkantilistiske filosofi. Merkantilismens hovedprincip i den nye verden var, at kolonierne skulle tjene Spaniens kommercielle behov, så handelen mellem kolonierne blev forbudt, efter som den ikke gavnede Spanien. Ud over tekstiler og andre produkter fra Sierra eksporteredes hårdttræ og kakao fra kystplantagerne fra havnen i Guayaquil til steder over hele det spanske Amerika, mens flere forskellige slags produkter importeredes, blandt andet mad og vin fra Peru. Guayaquil blev tillige den sydamerikanske vestkysts største centrum for skibsbyggeri inden afslutningen på kolonitiden.
Den ecuadorianske økonomi led, lige som Spanien, under en alvorlig depression under næsten hele 1700-tallet. Tekstilproduktionen faldt med skønsvis mellem 50 % og 75 % mellem 1700 og 1800. Ecuadors byer forfaldt gradvis til ruiner, og omkring 1790 endte de tidligere velbjergede i fattigdom og måtte sælge haciendas og juveler for at overleve. Den indianske befolkning oplevede på den anden side en forbedring i sin livssituation, efter som nedlæggelsen af klædefabrikkerne gjorde, at de kunne arbejde under mindre nedslidende forhold enten på haciendas eller traditionel offentlig jord. Ecuadors økonomiske vanskeligheder forværredes af Karl 3.s forvisning af jesuiterne 1767. Virksomheden i Oriente blev afbrudt, og mange skoler og klædefabrikker ramte de nøglepersoner, som havde gjort dem til de bedste i det koloniale Ecuador.

### Vicekongedømmet Ny Granada
Huset Bourbons konger var mest kendte for deres økonomiske og administrative reformer som, lige som forvisningen af jesuiterne, var tiltænkte at skulle styrke den spanske krones magt i det spanske Amerika. Som et resultat af reformerne flyttedes Quitos audiencia 1720 fra Perus vicekongedømme til det nydannede Ny Granadas vicekongedømme, hvis hovedstad lå i Bogotá. Under processen tildeltes Quitos myndigheder jurisdiktion over sine egne politiske og militære affærer, mens audiencias sydlige og østlige grænser specificeredes og formindskedes. Et kongeligt dekret fra 1802 formindskede det geografiske område yderligere ved, at provinserne Quijos og Mainas i Oriente overførtes til Peru. Yderligere et dekret udfærdiget af Karl 4. i 1803 overførte havnebyen Guayaquil til Peru, men modstanden fra indbyggerne i byen førte til, at den tilbageførtes til Quitos jurisdiktion i 1819.
I Quito boede mellem 1736 og 1745 en fransk forskningsekspedition med nogle af Europas mest fremstående forskere, som bidrog med udvikling af idéer i Ecuador. Samtidig med, at de arbejdede med deres forskningsopgave at måle jordens omkreds ved ækvator, spredte de oplysningens budskab, som betonede nationalisme, individualisme samt satte spørgsmålstegn ved autoriter og traditioner. Arbejder af Voltaire, Jean-Jacques Rousseau og Thomas Paine, som præsenterede så revolutionære idéer som ligestilling og frihed, undgik censur fra både inkvisitionen og den politiske magt og kunne trænge ind i Ecuadors historisk kulturelle isolation. Den mest berømte ecuadorianske intellektuelle på den tid, Eugenio de Santa Cruz y Espejo, var en fysiker og forfatter, som agiterede for et republikansk og demokratisk regeringssystem samt frigørelse fra Spanien. Espejo blev fængslet for sine idéer og døde i fængslet i 1795 men hyldes i dag som forløber for den ecuadorianske selvstændighed.
Selvstændighedens forestående overskyggedes tillige af flere civile uroligheder, som rystede det ecuadorianske Sierra fra 1760-tallet frem til slutningen af kolonialperioden. I 1765 gjorde Quitos hvide og mestiser oprør mod det koloniale skattesystem, og en række mere alvorlige indianske oprør fandt sted i Latacunga og Riobamba. Selv om disse opløb var politiske efter som målet var at afsætte den spanske regering, tage jorden fra de hvide samt gøre ende på mita-systemet, ledte de aldrig til lige så store oprør som dem, der fandt sted i Peru på samme tid. Den koloniale periodes ophør førte til en forringelse af den indianske befolknings situation.

## Kampen for selvstændighed
Kampen for selvstændighed i Quitos audiencia var del af en bevægelse i hele det spanske Amerika, som lededes af kreolere (indbyggere af spansk oprindelse fødte i den nye verden). Kreolernes bitterhed over de goder, som de besøgende spaniolerne havde, var motiverende for revolutionen mod det koloniale styre. Den udløsende faktor var Napoleons invasion af Spanien, hvor han afsatte Ferdinand 7. og i juli 1808 erstattede ham med sin broder Joseph Bonaparte.
Umiddelbart efter begyndte spanske medborgere, som var misfornøjede med den franske indtrængen på den spanske trone, at organisere lokale juntaer til støtte for Ferdinand. En gruppe af Quitos ledende indbyggere fulgte efter, og den 10. august 1809 tog de i Ferdinands navn magten fra Joseph Bonapartes udsending. Denne tidlige revolte mod det koloniale styre var paradoksalt nok således et udtryk for loyalitet mod den spanske konge, men det blev snart tydeligt, at kreolerne manglede folkelig opbakning for deres sag. Da loyalistiske soldater nærmede sig Quito, gav de derfor fredeligt magten tilbage til kronens ledere, men trods forsikringer om ikke at blive udsatte for repressalier viste de spanske ledere (Bonapartes mænd) sig at være hensynsløse mod rebellerne, og i jagten på deltagere under Quito-revolten fængsledes og mishandledes mange uskyldige mennesker. Deres handlinger skabte en stor bitterhed blandt Quito-boerne, som i august 1810, efter flere dages gadekampe, formåede at opnå en overenskomst om at blive styret af en junta domineret af kreolere men under ledelse af lederen af Quitos audiencia.
Trods den udbredte opposition inden for det øvrige Quitos audiencia holdt juntaen i december 1811 en kongres, hvor den erklærede, at hele audiencias område skulle blive selvstændigt, og to måneder senere antog juntaen en forfatning, som foreskrev demokratiske styrende institutioner samt, at Ferdinand skulle få sin magt tilbage over den spanske trone. Umiddelbart efter startede den folkevalgte junta en militæroffensiv mod spaniolerne, men de dårligt trænede og svagt udrustede Quito-boere var ikke svære at besejre for vicekongedømmet Peru, som i december 1812 bekæmpede oprøret.
Den anden del i Ecuadors kamp for frigørelse fra det spanske kolonialstyre begyndte i Guayaquil, hvor selvstændighed erklæredes i 1820 af en lokal patriotisk junta under ledelse af poeten José Joaquín Olmendo. På den tid var frihedsbevægelsens styrker vokset kontinentalt og var opdelte i to store hære, en ledet af venezuelaneren Simón Bolívars Palacios mod nord og en anden under ledelse af argentineren José de San Martin mod syd. Til forskel fra den uheldsforfulgte Quito-junta kunne Guayaquil-patrioterne hverve udenlandske allierede fra Argentina og Venezuela, som snart sendte store troppestyrker til Ecuador. Antonio José de Sucre, Bolívars løjtnant som ankom til Guayaquil i maj 1821, skulle blive nøglepersonen i den militære kamp mod de royalistiske styrker.
Efter flere indledende fremgange besejredes Sucres hær i Ambato i det centrale Sierra, og han bad om assistance fra San Martín, hvis hær da befandt sig i Peru. Da 1.400 soldater under ledelse af Andrés de Santa Cruz y Calahumana kom til, vendte lykken på ny for den patriotiske hær. En række sejre kulminerede den 24. maj 1822 i det afgørende slag i Pichincha på hældningerne af vulkanen med samme navn i udkanten af Quito. Nogle timer efter patrioternes sejr skrev Quitos audencias sidste leder over for marskalk Sucre formelt under på sine styrkers kapitulation. Ecuador var dermed frit fra spansk styre.

### Storcolombia
To måneder senere, i juli 1822, drog Bolívar ind i Quito, hvor han blev modtaget som en helt. Senere samme måned mødte han San Martín i Guayaquil, hvor han overbeviste den argentinske general, som ville have havnen tilbage under peruansk jurisdiktion, samt den lokale kreolske elite i begge byer om fordelene ved, at det tidligere Quitos audiencia indlemmedes i de frigjorte områder i nord. Som et resultat blev Ecuador det sydlige distrikt inden for konfederationen Gran Colombia, som tillige omfattede nutidens Venezuela og Colombia og havde Bogotá som hovedstad.
Denne status bibeholdtes under otte urolige år, hvor krigsdeltagelse dominerede Ecuadors forhold. Først havnede landet i frontlinjen i Bolívars krig 1822-1825 for at frigøre Peru fra det spanske styre. Efter det havnede Ecuador i en bevæbnet krig mellem Peru og Gran Colombia over hvor, grænsen mellem landene skulle drages. Efter en kamp, som indebar en næsten total ødelæggelse af Guayaquil, sejrede Gran Colombias styrker under ledelse af Sucre og den venezuelanske general Juan José Flores. En aftale af 1829 fastsatte grænsen ved den linje, som havde delt Quitos audiencia og vicekongedømmet Peru inden selvstændigheden.
Befolkningen i Ecuador var delt i tre grupper under disse år: de som ville beholde status quo, de som støttede en sammenslutning med Peru samt de, som forsvarede den autonome uafhængighed for det tidligere audiencia. Den sidste gruppe var den største efter, at Venezuela havde trukket sig ud af konføderationen 1830 under en konstitutionel kongres i Bogotá, som blev holdt i et ufrugtbart forsøg på at bekæmpe de voksende separatistiske tendenser, som forekom i hele Gran Colombia. I maj samme år mødtes en gruppe af fremstående personer fra Quito for at opløse unionen med Gran Colombia, og i august formulerede en konstituerende forsamling retningslinjerne for staten Ecuador, som fik sit navn efter sin geografiske beliggenhed ved ekvator, og indsatte general Flores som leder af de politiske og militære affærer. Han blev den dominerende politiske person under Ecuadors første 15 års selvstændighed.

## Republikkens første århundrede
Inden 1830 gik mod sin afslutning var både marskalk Sucre og Bolívar afgåede ved døden. Sucre blev myrdet, ifølge mange historikere efter ordrer fra general Flores, og Bolívar døde af tuberkulose. Skuffet over opløsningen af Gran Colombia opgives Bolívar kort inden sin død at skulle have sagt, at "Amerika er uregerligt. De, som deltog i revolutionen, er draget til søs". Disse ord skulle vise sig sande under de første kaotiske 30 år i republikken Ecuador.

### Uroligheder, 1830-1860
Selvstændigheden gav ikke frihed for Ecuadors bønder. Deres i forvejen dårlige vilkår forringedes yderligere, da de spanske kongelige tjenestemænd, som havde beskyttet den indianske befolkning mod overgreb fra de lokale kreoleres side, forsvandt. Denne kreolske elite, som var gået i spidsen i kampen for selvstændigheden, skulle drage de største fordele af revolutionen. Den tidligere kamp for at bestemme den politiske struktur i den nye stat, udspillede sig for stor del inden for den kreolske elites grene: ecuadorianere og udlændinge samt militære og civile.

#### Flores magtperiode
Flores tilhørte det udenlandske militær. Han blev født i Venezuela og havde kæmpet for selvstændigheden sammen med Bolívar, som havde udset ham til Ecuadors guvernør under forbundet i Gran Colombia. Han havde ikke megen uddannelse men giftede sig trods dette ind i Quiteño-eliten og blev i det mindste i begyndelsen accepteret af den kreolske overklasse. Som leder var han dog mest interesseret i at beholde sin magt. Militære udgifter under frihedskrigen og en mislykket kamp for at bryde Caucaprovinsen ud af Colombia i 1832, tømte statens kasse samtidig, som andre problemer lagdes til side. I 1833 begyndte fire intellektuelle at udgive El Quiteño Libre for at kritisere "udlændingenes udplyndring af statskassen", men de blev myrdede af myndighedspersoner, mens Flores var bortrejst fra Quito. Til trods for, at Flores ikke påviseligt var direkte indblandet i mordene, blev han alligevel uundgåeligt forbundet med dem, og kritikken mod hans styre voksede. I 1834 gjorde oppositionelle oprør i et forsøg på at få bragt José Vicente Rocafuerte de Bejarano til magten. Rocafuerte indgik i det Guayaquilske aristokrati og var vendt tilbage efter 14 år i udlandet. Oprøret mislykkedes, men Flores valgte senere Rocafuerte som sin modkandidat og støttede ham som præsidentkandidat. Under de fire år, som fulgte denne politik, i praksis nationens første statskup, fortsatte Flores med at udøve en betydende magt i kulisserne som militærets øverstbefalende.
Præsident Rocafuertes mest langlivede bidrag var udviklingen af et offentligt uddannelsessystem, men til trods for, at han tidligere havde fordømt Flores brud mod de civile friheder, hævdede Rocafuerte, at "Ecuadors bagstræberi gjorde oplysning despotisme nødvendig". Ved afslutningen af sin præsidentperiode vendte Rocafuerte tilbage til Guayaquil som provinsguvernør, mens Flores atter indsattes som præsident. Efter fire år ved magten indkaldte Flores et konstitutionelt konvent, som skrev en ny forfatning, kaldet "slaveribestemmelsen" af oppositionen, som gav ham yderligere otte år som præsident.
Efter 1843 uddybedes oppositionen mod Flores på flere måder. Med henvisning til den mørkhudede Flores og hans bekendtskab med det colombianske og venezuelanske militær, skrev Rocafuerte, som befandt sig i eksil i Lima, at spaniolerne var mindre undertrykkende end de, som havde erstattet dem. Den unge student Gabriel García Moreno, som senere blev den mest berygtede af Ecuadors 1800-talsdiktatorer, gjorde et mislykket forsøg på at myrde Flores. Modviljen havde i 1845 spredt sig over hele nationen, da et oprør i Guayaquil tvang Flores til at forlade landet. Anti-Flores-koalitionen sejrede i marts, og bevægelsen fik derfor navnet marcistas. Den bestod af en ekstremt heterogen gruppe af blandt andet liberale intellektuelle, konservative præster samt repræsentanter fra Guayaqils fremgangsrige forretningsliv.

#### Under Marcistas
De følgende 15 år skulle blive en af de mest turbulente perioder i Ecuadors første halvandet århundrede som nation. Marcistas sloges indbyrdes samtidig, som de førte en kamp mod Flores gentagne forsøg på at fra eksil styrte regeringen. Marcistas første præsident var en forretningsmand, Vicente Ramón Roca, som sad i en fireårig mandatperiode. Den mest fremstående person under den periode var dog general José María Urbina, som tog magten ved et statskup i 1851 og regerede landet frem till 1856. Han dominerede der efter den politiske scene frem til 1860. Under dette og det følgende årti udgjorde Urbina og hans ærkerival, García Moreno dikotomien mellem de liberale fra Guayaquil og de konservative fra Quito, hvilket endnu dominerede den politiske kamp i slutningen af 1900-tallet.
Liberalismen under Urbina antog antikirkelige, etniske og regionale dimensioner. I 1852 anklagede han jesuitpræster, som et år tidligere var blevet ansat af hans forgænger Diego Noboa, for politisk indblanding og afskedigede dem. Urbina frigav landets slaver en uge efter statskuppet i 1851 og seks år senere afsluttede hans ven og efterfølger, general Francisco Robles, tre årtiers krav på årlige skatter fra den indianske befolkning. Efter dette associeredes liberalisme med forbedrede vilkår for Ecuadors ikke-hvide befolkning. Urbinas og Robles favorisering af Guayaquils forretningsklasse frem for Quuitos jordejere genoplivede det regionale aspekt af dikotomien.
Oppositionen mod Robles tiltog efter, at han i 1857 underskrev en mindre populær aftale, som skulle lindre udlandsgælden. 1859, benævnt af historikere som "det frygtelige år", var landet på grænsen til anarki. Lokale caudillos havde erklæret flere regioner autonome fra den centrale regering. En af disse caudillos, Guayaquils Guillermo Franco, underskrev overenskommelsen i Mapasingue, hvilken gav Ecuadors sydlige provinser til en okkuperende peruansk armé under ledelse af general Ramón Castilla. Denne begivenhed var tilstrækkelig til at forene en del tidligere uens tænkende grupper. García Moreno opgav sine planer om at gøre Ecuador til et fransk protektorat og gik sammen med general Flores for at nedslå de forskellige oprør og tvinge peruanerne ud af landet. Denne indsats påbegyndte det sidste kapitel i Flores lange karriere og gav García Moreno magten.

### Konservative periode, 1860-1895
García Moreno var den ecuadorianske konservatismes fader og den mest kontroversielle person i Ecuadors historie. Han anses af de liberale historikere som værende landets værste tyran men hyldes af de konservative som den person, som bidrog mest til landets opbygning. Begge beskrivelser kan være berettigede, efter som han dels var den, som reddede Ecuador fra at blive delt i 1859, dels styrede landet med jernhånd under de følgende et og et halvt årti og samtidig viste sig være en ekstremt kompliceret personlighed. Lige efter, at han i 1875 havde påbegyndt sin tredje præsidentperiode, blev han hugget til døde af en machetebevæbnet colombianer på trappen til præsidentpaladset.
García Moreno blev kendt for sine prokirkelige og diktatoriske handlemåder, men han ydede flere vigtige bidrag til nationens udvikling, blandt andet inden for uddannelsessektoren. Indførelse af nye skoler på alle niveauer, fra folkeskole til den polytekniske skole i Quito, var alment anerkendt til trods for, at det var jesuitterne, som havde den største andel i virkeliggørelsen af dem. Kommunikationsforbindelserne med Quito blev betydeligt forbedrede i form af vejbyggerier til Esmeraldas og Babahoyo (nær Guayaquil), lige som den første del af jernbanen fra Quito til Riobamba og Guayaquil blev anlagt. Disse offentlige indsatser forenede nationen og hjalp Quito til at påbegynde et langvarigt forsøg på at overvinde de geografiske forhindringer, som historisk havde isoleret byen - en isolering som var en forhindring for landets integrering med verdensøkonomien.
Mellem 1852 og 1890 tidobledes eksporten. Produktionen af kakao, som var det vigtigste eksportprodukt i slutningen af 1800-tallet, voksede fra 6,5 mio. kilo til 18 mio. kilo i samme periode. Jordbrugets eksportproduktion, som var koncentreret til kystregionen nær Guayaquil, blev nært forbundet med de liberalere, hvis politiske magt stadigt voksede under perioden. Det varede dog 20 år efter García Morenos død inden, at de liberale kunne samle tilstrækkelig styrke til at genvinde regeringskontrollen i Quito.

#### Antonio Borrero
Fem forskellige præsidenter regerede under de to årtier mellem konservativ og liberal regering. Den første, Antonio Borrero, forsøgte at indføre en lovlig regering, men efter 10 måneder ved magten styrtedes han af den eneste militære diktator i perioden, Ignacio de Veintemilla. Selv, om han kom til magten med hjælp fra den gamle liberale general Urbina, voksede han frem som en populistisk militærdiktator snarere end som en politiker med partitilknytning eller ideologiske forbindelser. Han var enormt populær og havde en evne til at samle folket med arbejder inden for forskellige samfundsprogrammer samt storslåede offentlige fester og danse. Veintemilla sad ved magten frem til 1883 og nåede fremgange frem for alt ved en voksende marin aktivitet samtidig, som Peru, Bolivia og Chile udkæmpede Pacifikkrigen.

#### José María Plácido Caamaño
Den konservative José María Plácido Caamaño var der efter præsident frem til 1888. Han fortsatte med at være en mægtig person under det lovligt valgte progressive parti Partido Progresistas præsidenter, som fulgte efter ham, Antonio Flores Jijón og Luis Cordero Crespo. Flores, som var søn af Juan José Flores, forsøgte at indføre progressivisme som et kompromis mellem liberalisme og konservatisme. Det progressive program indebar støtte til den romersk-katolske kirke, en lovlig regering samt en ende på diktatur og militært styre, men til trods for, at hverken Caamaño, Flores eller Cordero formåede at mindske den voksende fjendtlighed mellem konservative og liberale, kendetegnedes deres præsidentperioder for største delen ved politisk stabilitet og økonomisk vækst. Den økonomiske fremgang beroede dog mere på de internationale vilkår for kakaoeksporten end på regeringens politik.

#### Esmeralda-skandalen
Halvvejs inde i sin præsidentperiode, 1895, blev Cordero ramt af en skandale og anklager om at have "solgt flaget" ved en aftale med Chile. Cordero tillod krigsfartøjet Esmeralda, som Chile skulle sælge til Japan, at gå under ecuadoriansk flag for at beskytte Chiles neutralitet under en konflikt mellem Japan og Kina. Der forekom bestikkelser, og svækket af skandalen samt flere militære opløb afgik præsidenten i april samme år. I juni tog de liberale magten i Guayaquil i José Eloy Alfaro Delgados navn. Tre måneder senere vendte "den gamle slagskæmpe" (et kælenavn, Alfaro havde fået efter sin væbnede kamp mod García Moreno) efter et årti i eksil i centralamerika og marcherede ind som sejrende i Quito. Det blev afslutningen på Ecuadors eksperiment med progressivisme og begyndelsen på tre stormfulde årtier under det radikale liberale parti Partido Liberal Radical (PLR), almindeligvis kaldet Partido Liberal.

### Liberale regeringer, 1895-1925
Eloy Alfaro er den person, som har haft mest indflydelse på Ecuadors liberale - i samme udstrækning som García Moreno havde det på de konservative. Visse marxistiske grupper har lært fra Alfaro, men selv om hans politiske program ikke var socialistisk, så skulle det vise sig at være revolutionært i den udstrækning, at det eliminerede den romersk-katolske kirkes magt og privilegier, som denne havde haft siden García Morenos regeringstid. Katolske tjenestemænd og deres konservative allierede opgav dog ikke uden kamp. Under Alfaros første præsidentår rystedes Ecuador af en blodig borgerkrig, hvor kirkens mænd opfordrede den troende befolkning til at gøre oprør mod de "ateistiske alfaras", men de blev almindeligvis trængt tilbage af alfaristerne. De udenlandsk fødte biskopper Pedro Schumacher fra Portoviejo og Arsenio Andrade fra Riobamba ledte den første modstand mod Alfaro. Et fuldstændigt blodbad kunne have været undgået ved et storsindet agerende af historikeren og ærkebiskoppen Federico González Suárez, som opfordrede kirken til at opgive den politiske kamp.
Denne sidste kirkelige kamp for at få kontrol over Ecuador var dog meningsløs. Ved slutningen af det liberale styre i 1925 var katolicismen ikke mere den konstitutionelle statsreligion, den officielle kirkelige censur af litteratur var blevet ophævet, mange udenlandske katolikker var blevet udvist, uddannelsesinstitutionerne var blevet sekulariserede, private bryllupper og skilsmisser tilladte, konkordatet med Vatikanet var brudt, det meste af kirkens ejendomme på landet konfiskeret, og republikken var ikke længere dediceret til Jesu hellige hjerte. Den romersk-katolske kirke i Ecuador skulle aldrig mere få så omfattende privilegier, som den havde i slutningen af 1800-tallet.
I samme periode færdigbyggedes 1908 jernbanen mellem Guayaquil og Quito. I samtiden fordømtes Alfaro af sine kritikere for en kontrakt med nordamerikanske entreprenører om at færdiggøre det projekt, som var påbegyndt af García Moreno. Kritikken stoppede ikke projektet for Alfaro, men en national modvilje tvang ham til at afslutte alle forhandlinger med USA, som ville sikre færdiggørelsen af Panamakanalen, om de af Ecuador ejede militærbaser på Galapagos-øerne. Alfaros bånd til USA viste sig tillige 1910, da en krig mellem Peru og Ecuador om en flerårig grænsestrid blev afværget ved formidling af USA sammen med Brasilien og Argentina.
De liberale gennemførte yderligere nogle store forandringer. Systemet med at arbejde for at afvikle gæld, som levede videre i Sierra, reguleredes af regeringen og fængsling på grund af gældsætning afskaffedes i 1918. Disse og andre begrænsede sociale fordele, som blev givet til indianere og til arbejderklassens montuvio (mestiser ved kysten), blev dog overskyggede af den dybe depression i verdensøkonomien og de liberales hårde undertrykkelse af den nydannede arbejderbevægelse i begyndelsen af 1920-erne. Ud over dette gjorde de liberale ikke meget for at skabe et stabilt demokrati. Tværtimod indeholdt den første halvdel af perioden flere illegale magtovertagelser og militærledede regeringer end under tidligere årtier.
En stor anledning till instabiliteten under perioden var bristen på enighed inden for PLR. Alfaro og yderligere en stærk militærperson, general Leónidas Plaza Gutiérrez, kæmpede om lederskabet af partiet under næsten to årtier. Efter Alfaros første præsidentperiode valgtes Plaza for en konstitutionel periode, som varede fra 1901 til 1905. I 1906, lige efter at en nær ven af Plaza var blevet valgt for at efterfølge ham, gennemførte Alfaro et statskup og generobrede præsidentposten. Alfaro blev i sin tur afsat i 1911 efter at have nægtet at overgive magten til sin egen håndplukkede efterfølger, Emilio Estrada. Fire måneder senere førte Estradas død som følge af et hjertestop til, at en borgerkrig brød ud, hvilken blev kulminationen på rivaliteten mellem Alfaro og Plaza. Alfaro vendte tilbage fra sit eksil i Panama for at lede Guayaquils styrker i kampen for at få afsat interimsregeringen i Quito, som lededes af general Plaza. Oprøret besejredes dog hurtigt. Alfaro blev taget til fange og transporteret til Quito via den jernbane, som han selv havde fået færdiggjort. Vel fremme i hovedstaden blev Alfaro offentligt myrdet sammen med flere af sine kumpaner af en pøbel tilsat af regeringen.
Straks efter tiltrådte Plaza sin anden præsidentperiode. Det var det første af fire på hinanden konstitutionelle regeringsskifter. Efter Plaza (1912-1916) kom Alfredo Baquerizo Moreno (1916-1920), der efter José Luis Tamayo (1920-1924) og Gonzalo S. Córdova (1924-1925). Den virkelige magt lå ikke hos regeringen, men i et plutokrati af jordbrugs- og bankinteresser, hvis nav var Guayaquils kommercielle og agrikulturelle bank ledet af Francisco Urbina Jado. Denne bank fik indflydelse ved at udlåne store summer til regeringen og privatpersoner. Ifølge den ecuadorianske historiker Oscar Efrén Reyes havde banken indflydelse op til præsidenten og hans ministre, senatorer og stedfortrædere, som gav deres tilslutning til banken. Mange af de private lån gjordes af medlemmer fra Ecuadors jordbrugsforening, en organisation som tillige fik bidrag for at arbejde for et internationalt kartel af kakaodyrkere, men som i stedet gik ned i medlemmernes egne lommer.
Alle parter, som var indblandede i la argolla, fra regeringstjenestemænd til bankører og dyrkere, var uddannede militærfolk sindede for den liberale sag. Det var ikke blot politiske omstændigheder, som gjorde, at partiet faldt på grund af de finansielle aktiviteter, men også den nationale økonomi, som blev ramt af en galopperende inflation som et resultat af, at penge blev trykt og sat i omløb af de private banker. De vanskelige økonomiske problemer under de liberales sidste år ved magten forårsagedes tillige af faktorer, som stod uden for politikernes kontrol. En svampesygdom, som ødelagde Ecuadors kakaotræer, og den voksende konkurrence fra britiske kolonier i Afrika gjorde en brat afslutning på de forhold, som havde været en fordel for Ecuadors kakaoeksport i over et århundrede. Det, som blev tilbage af nationens kakaoindustri, raseredes på grund af en dyb nedgang på verdensmarkedet under den store depression.
Ecuadors økonomiske krise i begyndelsen af 1920-erne var særlig tung for arbejderklassen og de fattige. Reallønningerne for dem, som havde arbejde, minskedes på grund af inflationen, hvilket førte til, at arbejderne gik i strejk i Guayaquil 1922, og året efter gjorde bønderne i det centrale Sierra oprør. Begge tiltag var sket for at forøge realindkomsterne, men de blev begge slået ned gennem store massakrer.
Præsident Córdova, med sine nære forbindelser til la argolla, kom til magten ved valgfusk. Folkelig modvilje i forbindelse med den økonomiske krise og en svag præsident, lagde grunden for et blodløst statskup i juli 1925. Til forskel fra tidligere militære kup, gennemførtes dette som et kollektivt kup uden nogen særlig caudillo. Medlemmerne fra den Unge officersklub, som styrtede Córdova, kom til magten med en agenda, som blandt andet indbefattede omfattende sociale reformer og en afslutning af det liberale styre, som havde udartet efter tre årtier ved magten.

## 2. verdenskrig og efterkrigstiden
Skønt Latinamerika holdt sig uden for 2. verdenskrig, var der ikke fred. I 1941 okkuperede Peru store dele af Oriente. Ecuador måtte afstå ca. 137.000 km2 for at slutte fred, men striden blev ikke løst før end en endelig fredsaftale blev sluttet i 1998.

### Den amerikanske kurs
Fra 1944 til 1947, fra 1952 til 1856 og fra 1960 til 1961 var J.M. Valesco Ibarra præsident. Han gennemførte en demokratisk forfatning og oprettede i 1945 diplomatisk forbindelse med Sovjetunionen. Fra 1946 skiftede han til en mere antidemokratisk linje, og fra 1948 til 1952 var G. Plaza Lasso præsident. Begge præsidenter førte en USA-orienteret politisk og økonomisk kurs. Under denne periode kom fra 1948 en opgangstid med "bananboomen". Den medførte en større grad af stabilitet frem til ca. 1960. I begyndelsen af 1960-erne modtog Ecuador ca 120 mio. USD i økonomisk støtte fra USA. I 1961 blev C.J. Arosemena Monroy præsident. Han forsøgte at føre en mere progressiv politik men mislykkedes. Fra 1963 kom på ny et militært styre, der varede til 1966. I 1965 blev vedtaget en lov til fremme af industrialiseringen, og som følge heraf blev der oprettet industrier inden for fx tekstil, køleanlæg, medicin og fødevareforædling.
Ecuador var i 1950-erne og 1960-erne endnu et udpræget landbrugsland: af en samlet erhvervsaktiv befolkning i 1962 på 1.442.591 udgjorde andelen ansatte i landbrug, gartneri, skovbrug og fiskeri 55,6 %, i minedrift 0,3 %, i håndværk og industri 14,6 %, i bygge- og anlægsvirksomhed 3,3 %, i offentlige værker 0,3 %, i handel 6,7 %, i transport 3,0 %, i service 13,2 % og andre 3,0 %. Af et areal på 283.560 km2 var 28.940 km2 opdyrket svarende til ca. 10%. Landbrugets udbytte var i 1967 3.163 t bananer, 194 t appelsiner og mandariner, 56 t ananas, 24 t citroner og andre citrusfrugter, 7,5 t palmekerner, 3 t palmeolie, 14 mio. kokosnødder og 3.500 t kopra. Kornavlen gav i 1967 364 t majs, 144 t byg, 114 t ris, 80 t hvede, 108 t sukkerrør, 208 t kaffe, 48 t kartofler. Husdyrholdet gav 1.200 t rå uld, 405.000 t mælk, 19.000 t hønseæg. Fiskeriet gav i 1968 46.900 t fisk, rejefiskeriet 6.600 t rejer. Minedriften producerede i 1966 339 kg guld, 100 t sølv, 35.000 t salt og i 1967 290.000 t råolie. Industrien var beskeden trods nyanlæg i 1960-erne. Vigtigst var 3 cementfabrikker, der i 1966 producerede 378.000 t cement. Landets samhandel var udpræget rettet mod USA: den samlede import udgjorde i 1966 171,9 mio. USD og eksporten 189,9 mio. USD. Heraf tegnede USA sig for 38% af importen og 53% af eksporten. Blandt de vigtigste eksportvarer var bananer, kaffe, kakao, sukker, panamahatte, ris og fiskeprodukter.
I 1968 blev Velasco Ibarra atter præsident. I juni 1970 sattes forfatningen ud af kraft. I februar 1972 gennemførtes et militærkup, hvor en junta ledet af Rodriguez Lara tog magten. Interne magtkampe i militæret medførte, at Póveda Burbano blev ny leder i 1976.

### Demokrati fra 1979
Fra 1979 har man haft demokratisk valgt lederskab i landet, hvilket har resulteret i omvæltninger i politik og bureaukrati men ingen større grad af stabilitet. Populisten Roldós og den konservative León Febres Cordero Ribadeneyra (1984-1988) repræsenterede de traditionelle politiske retninger, mens andre fremstående personligheder, som Osvaldo Hurtado Larrea (1981-1984), tilsluttede sig mere moderne centrum-venstre-ideologier. I 1992 valgtes til ny præsident republikaneren Sixto Duran Ballen. Han efterfulgtes i 1996 af Abdala Bucaram Ortiz, der imidlertid som følge af en politisk krise afsattes. Fra februar til august 1997 blev Fabian Alarcon Rivera midlertidig statsoverhoved. Den 31. maj 1998 afholdtes almindelige demokratiske valg, der blev vundet af de kristelige demokrater. Den 5. juni 1998 vedtoges en ny forfatning. Som ny præsident valgtes den 10. august 1998 Jamil Mahuad. Intensiteten i den politiske kamp, som ofte udkæmpes mellem præsidenten og kongressen, ser ikke ud til at have villet aftage efter 1979. Det måske mest centrale ubesvarede spørgsmål i 1980-erne var, om de bevæbnede styrker ville fortsætte deres historisk aktive politiske rolle eller, om de ville arbejde uden direkte indblanding i den politiske proces. Vækst i olieindtægter i starten af 1970-erne medførte store optagelser af udenlandske lån og fulgtes af en gældskrise i 1980-erne.
Den valgte præsident, Lucio Gutiérrez, blev tvunget til at trække sig og gik i eksil i april 2005. I oktober kom han tilbage til Ecuador, hvor han straks blev arresteret. Alfredo Palacio var vicepræsident under Gutiérrez.